# Senice na Hané
Obec Senice na Hané (německy Gross Senitz, hanácky Hrôbá Senica) se nachází v okrese Olomouc v Olomouckém kraji. Žije zde přibližně 1 800 obyvatel.
Leží na říčce Blatě 238 m n. m. Ve vzdálenosti 8 km severně leží město Litovel, 13 km východně statutární město Olomouc, 16 km severně město Uničov a 17 km jižně město Prostějov. Jedná se o typickou hanáckou obec s bohatou historií doloženou několika významnými památkami. Poloha v Hornomoravském úvalu v jedné z nejúrodnějších částí Moravy jí předurčila zemědělský ráz. Je zde železniční uzel lokálních tratí do Olomouce, Litovle a Prostějova.

## Název
Jméno vesnice bylo odvozeno od přídavného jména senná a vztahovalo se k louce, stráni či jinému místu, kde je hodně sena, nebo nějakému vodnímu toku, který při vyšším stavu vody odnášel seno z pobřežních luk. Od 14. do 19. století se přidával přívlastek Velká (latinsky Maior/Magna, německy Groß) na odlišení od sousední Malé Senice (Seničky), po roce 1918 se na krátkou dobu jmenovala Senice na Moravě, od roku 1930 je platný nynější název Senice na Hané (s výjimkou období nacistické okupace, kdy bylo užívané Gross Zinitz – tento název pak prosvítal přes nekvalitní nátěr na nádražní budově ještě v 80. letech 20. století). Vývoj jména v písemných pramenech: Scenicze (1078), Syennicza (1261), de Maiori Senycz (1340), in Magna Senicz (1358), v Velké Senici (1447), ve Welke Seniczy (1600), Gross Senitz (1677), Hrubá Senicze (1798), Grosssenitz, Senice (1915).

## Historie

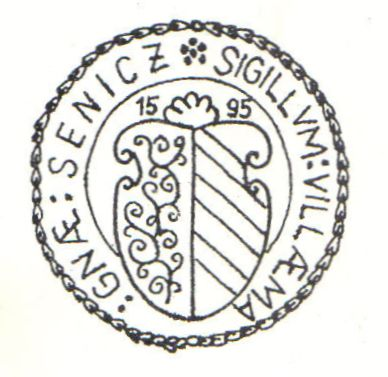
Pečeť obce Senice na Hané

Výhodná poloha katastru obce lákala obyvatele již v pozdní době kamenné. Z této doby pochází nejstarší nález na území Senice, svědčící o pobytu lidu kultury nálevkovitých pohárů. Na konci neolitu je zastoupeno „etnikum“ šňůrové keramiky, v enolitu pak kultura zvoncovitých pohárů a později i lužická kultura popelnicových polí. Nálezy keltského a germánského okruhu známe jen z okolních vesnic. Příchodem slovanské populace v 6. a 7. století začíná de facto kontinuální osídlení Senice.
První písemná zmínka o obci pochází již z roku 1078 a to v zakládací listině kláštera Hradisko u Olomouce. První zmínkou Senice na Hané tedy spadá do jedné z nejstarších obcí Moravy. Původními vlastníky jsou známi jako vladykové ze Senice, později pak i vladykové z nejbližšího okolí. Malé díly měly v obci i klášter Hradisko a olomoucká kapitula. Nejpozději ve 14. století je zde zaznamenána fara, čímž se obec stala přirozeným centrem okolních vesnic. Mezi nejznámější majitele obce ve středověku patřili páni z Kunštátu a na sklonku epochy i na krátko Vilém z Pernštejna.
Senice zůstala oproštěna vlivů husitské revoluce. Ani německá reformace či Jednota bratrská nenašla v obci zaznamenáníhodného stoupence a tak je obec vždy považována za výhradně katolickou. Své opodstatnění na tomto faktu má jak blízkost olomouckého biskupství, tak i vlastnický podíl této instituce v obci. Olomoucká diecéze byla známou oporou římskokatolické církve a to i v časech odporu. Je tedy pochopitelné, že v blízkosti moravské metropole stěží mohli utrakvisté najít živnou půdu.
Legendami opředená a v lidové slovesnosti zastoupená je obrana Senice proti Švédům okupující valnou část Moravy na konci třicetileté války. Švédové měli sídlo v dobyté Olomouci, odkud podnikali loupeživé nájezdy po okolí. Je zřejmé, že Senice nestála na zteči žádnému stěžejnímu severskému vojsku, nicméně úspěšná obrana opakovaným útokům zkušených žoldáků je výjimečná. Jejich odvahu a odhodlání prý ocenil i sám velitel olomoucké posádky. Ten na sklonku pobytu Švédů v Olomouci údajně nechal nad bránu města pověsit nápis: „Císaři věrným Seničanům budiž příchod a odchod z města volný.“
První zmínka o senické škole pochází až z roku 1680, ale dá se předpokládat, že seničtí faráři měli snahu ovlivnit vzdělanost obce již mnohem dříve. Od roku 1705 stojí dominanta obce – barokní chrám svaté Maří Magdaleny. O původním senickém kostele není známo takřka nic. Snad jen to, že roku 1654 vyhořel. Zůstala jen kostelní věž a zachránit se podařilo tři oltáře, pět zvonů, obrazy i potřebné bohoslužebné náčiní. Věž nynějšího kostela stojí nepatrně mimo osu chrámové lodi, lze se tedy domnívat, že se jedná o starší stavbu barokně přestavěnou a doplněnou právě o chrámovou loď. Roku 1714 byla na faře založena nejstarší dochovaná matrika obce.
Ve 2. polovině 19. století došlo ke zrušení dřívějších feudálních údělů a správa obce přešla na volené zastupitelstvo. S novým územně správním rozdělením přešla obec do obvodu okresního soudu Litovel, kde byla s více než tisíci obyvateli největší obcí. Etnické složení obyvatel Senice i okolí bylo jednoznačně moravské a proto se zde nevyskytly žádné konflikty z období prostupujícího národního obrození.
Ke konci 19. věku se tradičně zemědělsky orientované hospodářství obce rozrostlo o družstevní mlékárnu. Roku 1895 byl v Senici založen důležitý finanční ústav na podporu zemědělců – Rolnická záložna. Ta pochopitelně sloužila i okolním vsím. Na přelomu 19. a 20. století pak zde založil svoji firmu cakovský rodák Leopold Kašpar. Nejprve se jednalo jen o malou dílnu s ručním soustruhem, později se však z podniku stal strojírenský komplex pro výrobu mlynářských a sladovních strojů. Tato továrna byla roku 1912 vybavena i slévárnou, vodárnou a kotelnou se strojovnou.
Obětí první světové války bylo 14 padlých mužů ze Senice. 28. říjen 1918 a vznik samostatného Československa byl v Senici spontánně přijat s nadšením. Samotné principy první republiky a vliv nových idejí a možností život obce nikterak výrazně neovlivnily. Složení obyvatel zůstalo hospodářsky i sociálně obdobné, ne-li úplně stejné. Ani výzvy s husitskou a pravoslavnou alternativou k odpoutání od katolických vazeb zůstaly nevyslyšeny a většina obyvatel obce setrvala věrna katolické církvi. V politickém zastoupení zde měli zřetelnou převahu lidovci s agrárníky a až po nich následovali s odstupem levicové a dělnické strany.
Druhá světová válka přinesla do obce mnoho, většinou negativních prvků. Vázané hospodářství bylo pro výhradně zemědělskou obec doslova katastrofou. Relativní výhodu mělo jen oživení továrny příchodem pražského podnikatele Josefa Foglara a růst výroby v nedalekém Lutíně, což omezilo odchod mladých lidí na nucené práce v Německu a Rakousku. Zajímavý aspekt byl dozajista i přísun několika německých rodin, dosazených v plánu postupné germanizace Protektorátu Čechy a Morava. Přicházející obyvatelé byli přijímáni většinou s nevraživostí, což souviselo i s jejich pohrdavým postojem. Roku 1944 zde na nějaký čas zakotvila střední škola z vybombardovaného Essenu a samozřejmě se ubytovala i zařídila na úkor školy místní. Protektorátní vláda postupem času ztratila u místních obyvatel poslední zbytky formální úcty a když do obce zavítal ministr zemědělství, byl přivítán jen chladnými pohledy několika málo zvědavců. Zastoupení, ani honorace obce se akce nezúčastnila.
Radost z konce války brzy vystřídala zlost z pražského února 1948. O těchto událostech se občané Senice dozvěděli z nových amplionů. Jak poznamenává kronikář, reakcí bylo ponejvíc zlostné zabouchávání dveří a vrat, domů se vracejících obyvatel. Pozdější znárodnění zemědělských statků a volba struktury jejich řízení dala v Senici vzniknout sídlo územně nejrozsáhlejšího zemědělského družstva v tehdejším Československu. Pod záhlavím JZD Mírová cesta Senice na Hané byla organizována velká část zemědělství olomouckého okresu. Strojírny přešly nejprve pod podnik Karosa a později pod BSS Brandýs nad Labem, s čímž přišla i změna výroby na přívěsy a návěsy. K průmyslovým podnikům přibylo i Kovodružstvo vyrábějící radiátory. S totalitním režimem přišel ruku v ruce i vzrůstající nezájem o věci veřejné. Do Senice se uvolnění roku 1968 dostávalo jen pomalu. Výrazněji byl v obci projeven až nesouhlas se vstupem vojsk Varšavské smlouvy.

## Doba nejnovější
Po roku 1989 jako většina obcí se i Senice vymanila z předchozích vazeb. V mnoha ohledech lze navázat na dřívější aktivity a činnosti. Na druhou stranu ale vstup do tržního hospodářství zkomplikoval chod několika organizací. Zemědělské družstvo se po restitučních zákonech ocitlo bez velké části dřívějších polí a celý podnik musel bolestivě přecházet v novou organizaci i systém své existence. Na druhou stranu přechod BSS v Senici na akciovou společnost Panav lze považovat za úspěch. Výroba zůstala zachována a navazuje na předchozí sortiment nákladní automobilové techniky.
Politické spektrum v obci není příliš široké a podporu veřejnosti v obecních volbách získávají většinou nezávislí kandidáti, popřípadě místní seskupení bez vazby na širší základnu. Od komunálních voleb v roce 2010 se zastupitelstvo skládá ze zástupců STAN, KDU-ČSL, KSČM a různých sdružení nezávislých kandidátů.

## Obyvatelstvo

### Struktura
Vývoj počtu obyvatel za celou obec i za jeho jednotlivé části uvádí tabulka níže, ve které se zobrazuje i příslušnost jednotlivých částí k obci či následné odtržení.
| Místní části   | Místní části        | 1869 | 1880 | 1890 | 1900 | 1910 | 1921 | 1930 | 1950 | 1961 | 1970 | 1980 | 1991 | 2001 | 2011 |
| -------------- | ------------------- | ---- | ---- | ---- | ---- | ---- | ---- | ---- | ---- | ---- | ---- | ---- | ---- | ---- | ---- |
| Počet obyvatel | část Senice na Hané | 1649 | 1761 | 1912 | 2105 | 2146 | 2209 | 2236 | 1981 | 2008 | 1882 | 1854 | 1791 | 1814 | 1774 |
| Počet domů     | část Senice na Hané | 252  | 304  | 330  | 341  | 360  | 376  | 417  | 468  | 461  | 462  | 455  | 523  | 550  | 567  |

## Části obce
- Cakov
- Odrlice
- Senice na Hané

Od 1. května 1974 do 23. listopadu 1990 k obci patřila i Senička.

## Kultura

### Pamětihodnosti
- Farní kostel svaté Máří Magdalény na náměstí Míru
- Socha svatého Jana Nepomuckého před kostelem svaté Maří Magdalény
- Fara na náměstí Míru
- Kaple svatého Josefa v Sokolské ulici
- Socha Ecce Homo před nákupním střediskem
- Socha svatého Jiljí před prvním stupněm Základní školy
- Sloupová boží muka s reliéfem svatého Isidora po pravé straně silnice do Vojnic
- Socha svatého Tomáše v části Hliníky

### Kulturní akce a společenské organizace
Nejvýznamnějšími kulturními akcemi konanými v obci jsou pálení čarodějnic, Májový bál, kácení máje, festival Rock na Hané a hody u příležitosti svátku patronky kostela sv. Marie Magdaleny. Dále se v obci konají také taneční zábavy.
Mezi společenské organizace pořádající kulturní akce můžeme zařadit SDH Senice na Hané, Hanáckou aktivní společnost, TJ Senice na Hané, SRPŠ Senice na Hané, ČSCH Senice na Hané a Aktiv+.

## Osobnosti
- Jan Věnceslav Pavelka (1856–1931), spoluzakladatel zdejší družstevní rolnické mlékárny, pracovník Zemědělské rady v Brně, potravinářský a mlékařský odborník.[7][8]
- Leopold Kašpar (1857–1941), podnikatel, zakladatel továrny na mlynářské a sladovní stroje.[9]
- Prokop Bartoloměj Šup OSB (1866–1921), zemský prelát a opat staroslavného rajhradského opatství, jedna z klíčových postav křesťanského sociálního hnutí v českých zemích. Básník a překladatel z polštiny.[10][11]
- Bartoloměj Kvapilík (1888–1917), člen Československých legií a 1. střeleckého pluku „Mistra Jana Husa“. Padl v bitvě u Zborova.[12]
- MUDr. František Koutný (1889–1935) lékař, působil v Litovli a v Olomouci. Od roku 1926 byl majitelem olomoucké Vily Primavesi, kde vybudoval soukromé sanatorium.[7][13]
- Břetislav Eliáš (1911–1945), člen Československé samostatné obrněné brigády, účastník obléhání Dunkerque. Jako kapitán byl hodnostně nejvyšším Čechoslovákem, který tam padl.[14][15]
- František Vrzal (1916–1943), účastnil se bitvy u Sokolova. Zemřel zde na následky zranění. V Senici je po něm pojmenována ulice.[16][17]
- Josef Vodička (1918–1942), člen výsadku Operace Aroš. V obci je po něm pojmenována ulice.[18]
- Vladimír Petrů (1920–2002), katolický kněz
- Vojtěch Sapara (1923–2004), chemik a fotograf

## Zajímavosti
- V roce 1925 českoslovenští družstevníci z Interhelpa zakoupili zařízení mlýna v senické firmě Leopolda Kašpara. Stroje dorazily do Interhelpa v pořádku, ale kolonisté se složitosti konstrukce zalekli a strojní mlýn nakonec nepostavili. Bezúročnou půjčku 500 000 korun na tyto stroje poskytlo Československo z dřívějšího fondu na podporu českých sedláků a kolonistů v carském Rusku. Neshody kolem splácení úvěru nakonec vyústily v to, že i přes nesouhlas československého zastupitelského úřadu, osadníci prodali celé zařízení Sovětům.[19]

## Fotogalerie

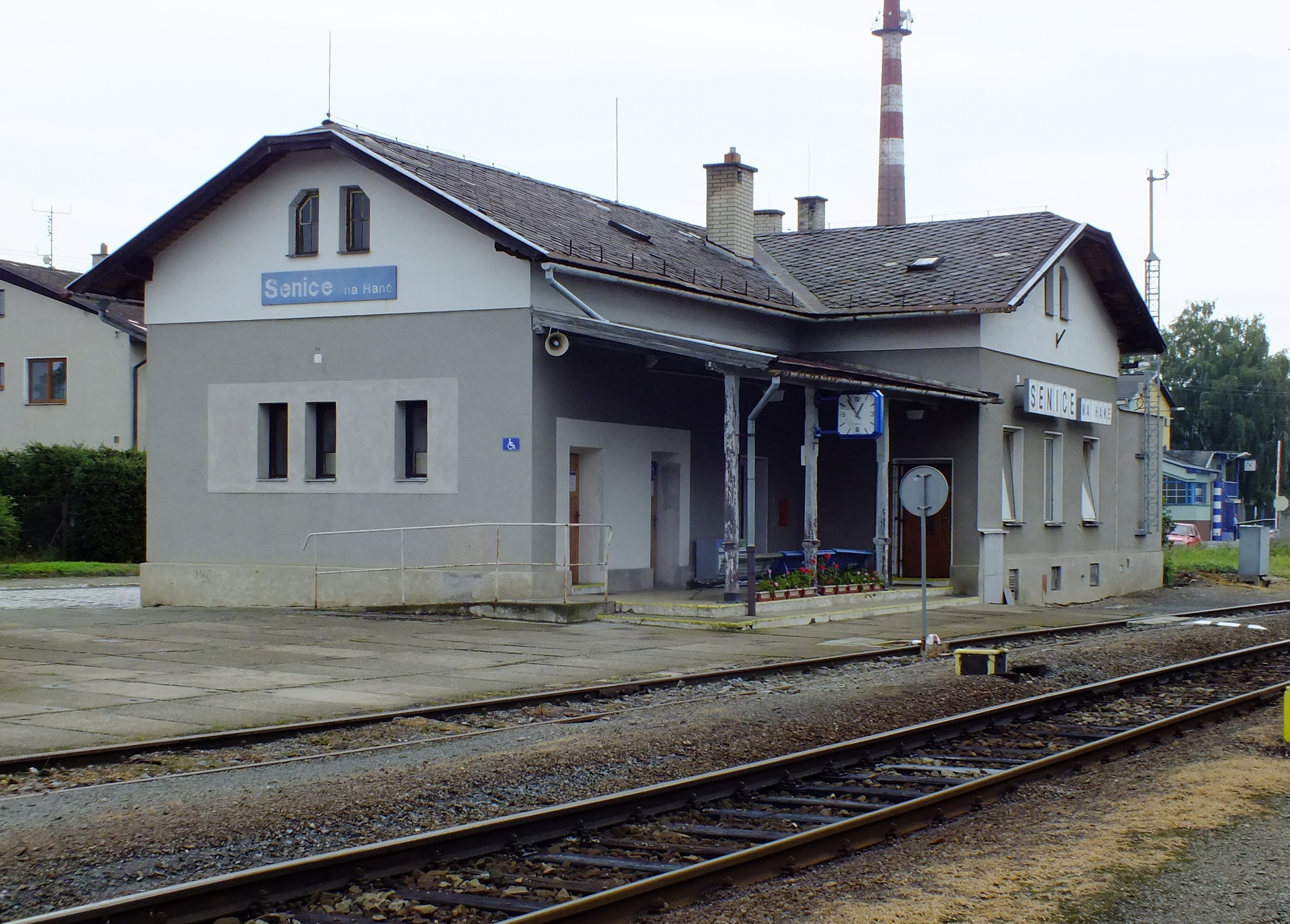
Železniční stanice Senice na Hané
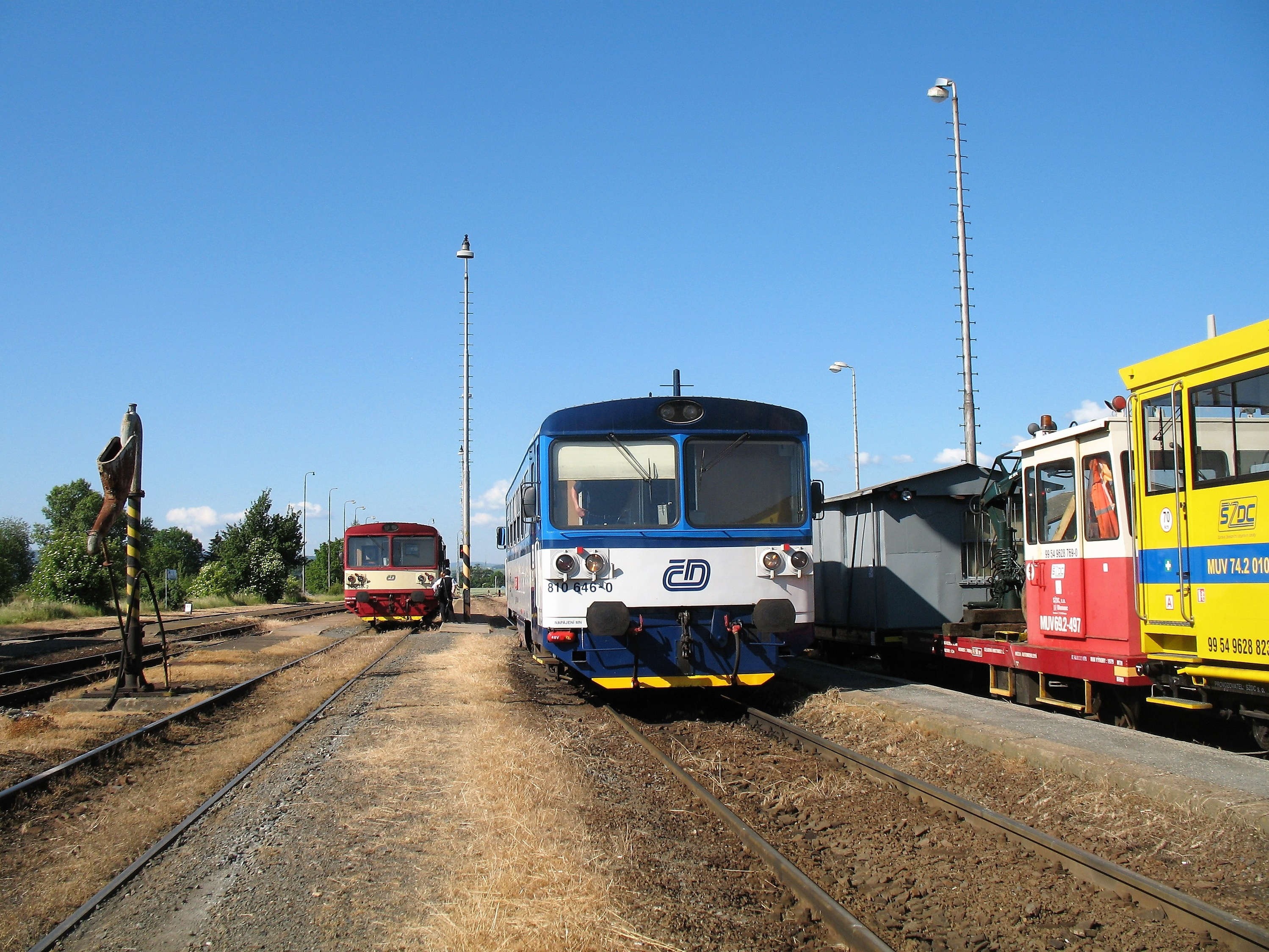
Křižování vlaků na trati Červenka–Prostějov
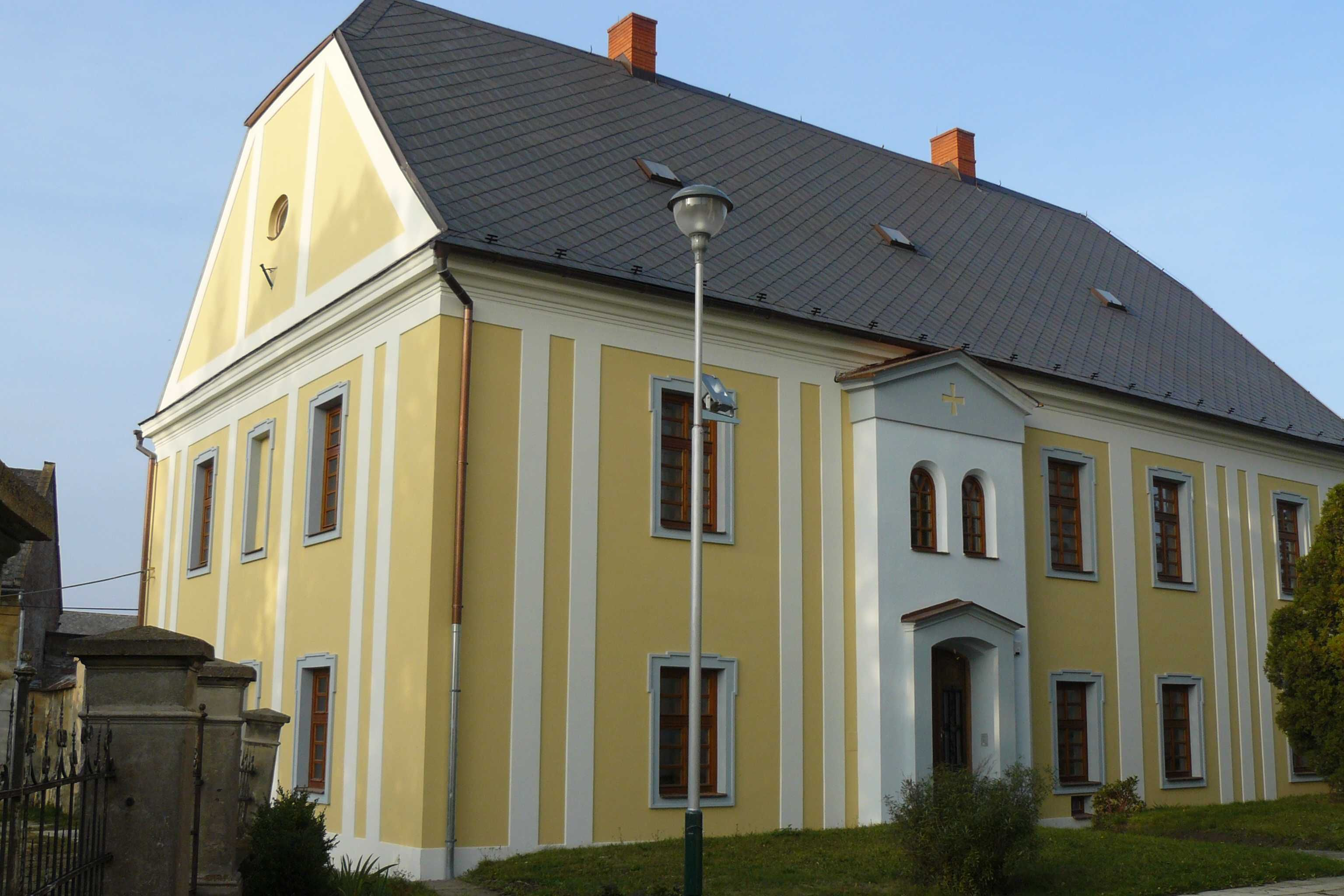
Fara u kostela sv. Maří Magdalény
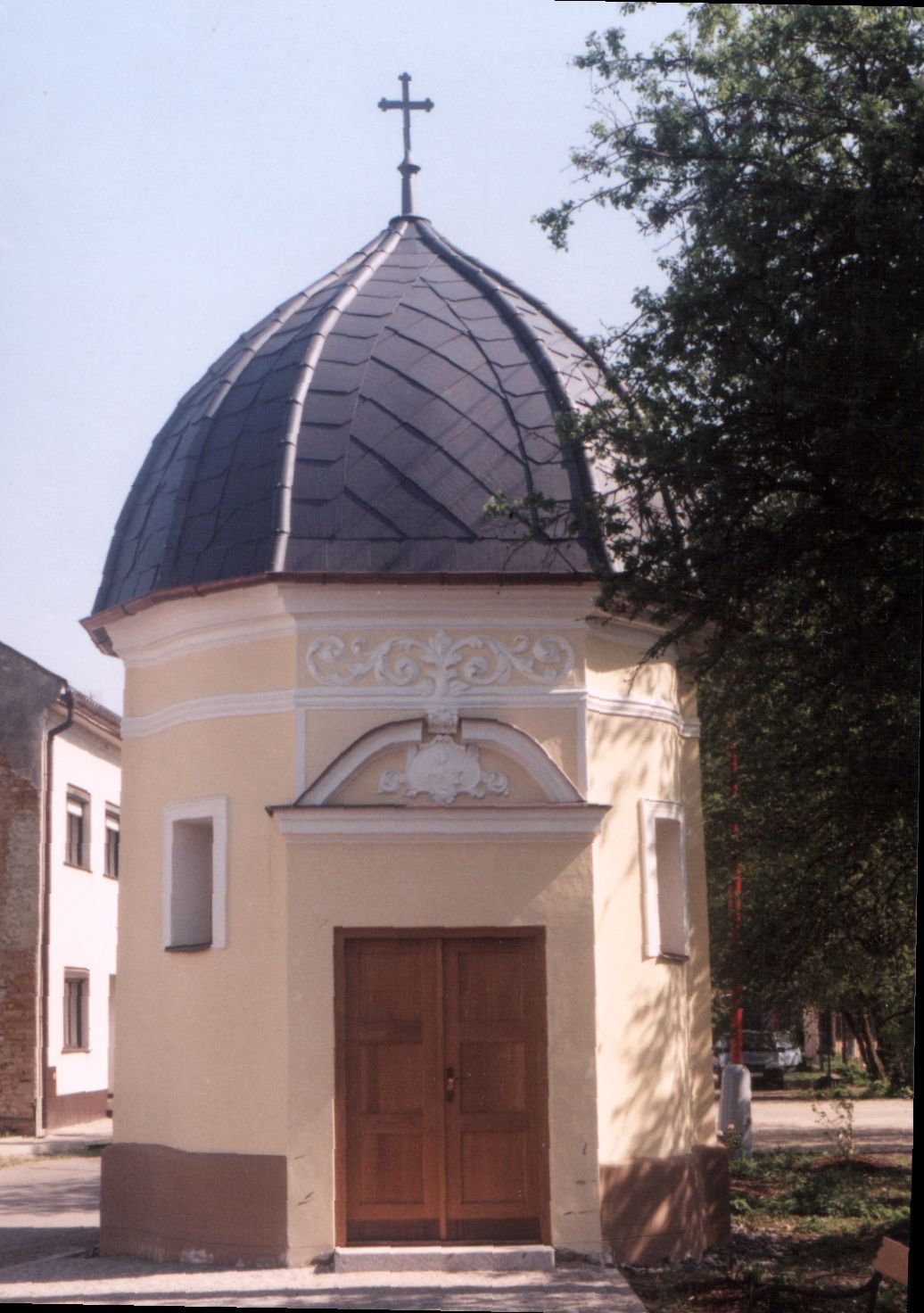
Barokní kaple svatého Josefa
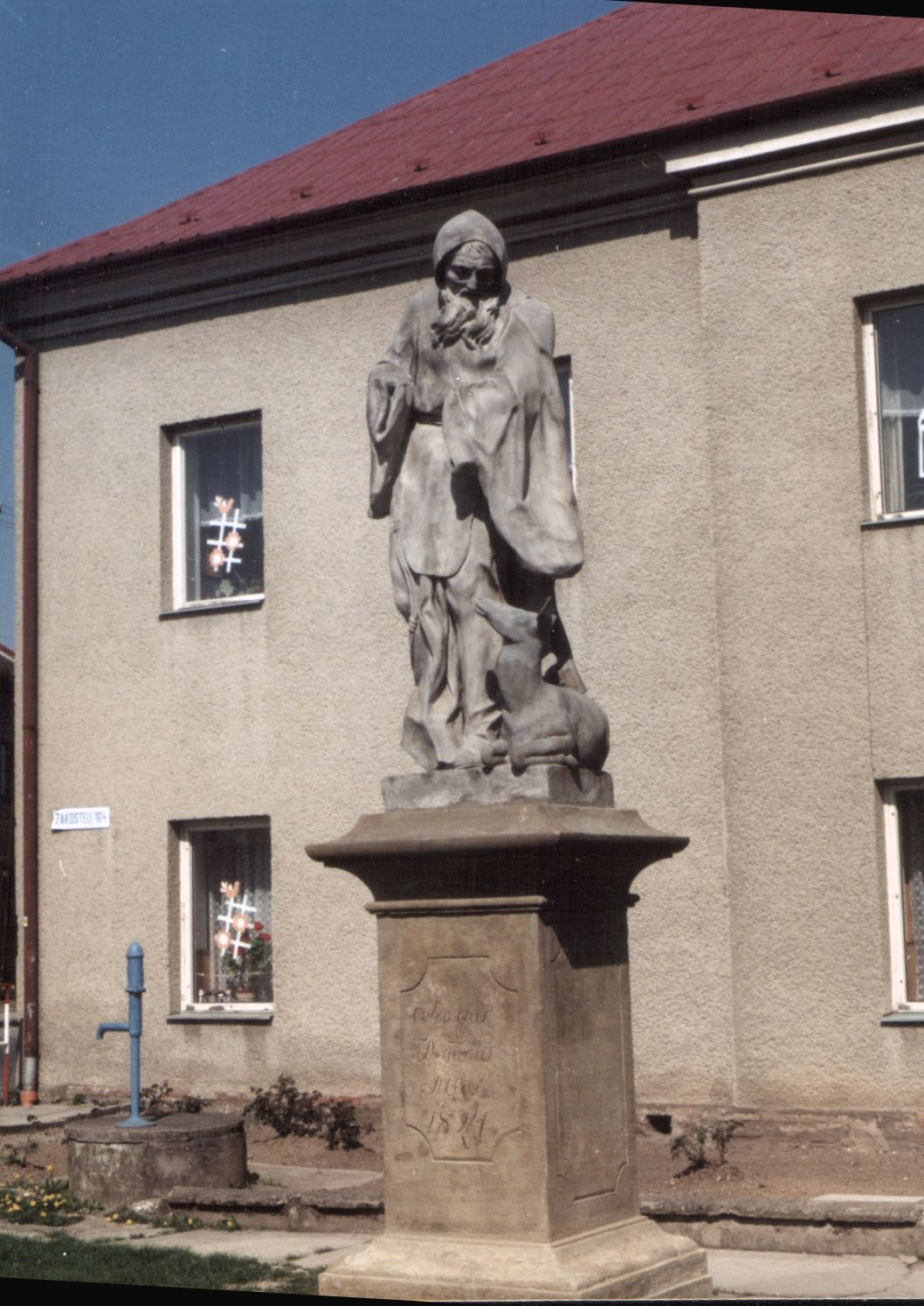
Socha svatého Jiljí v ulici Zákostelí
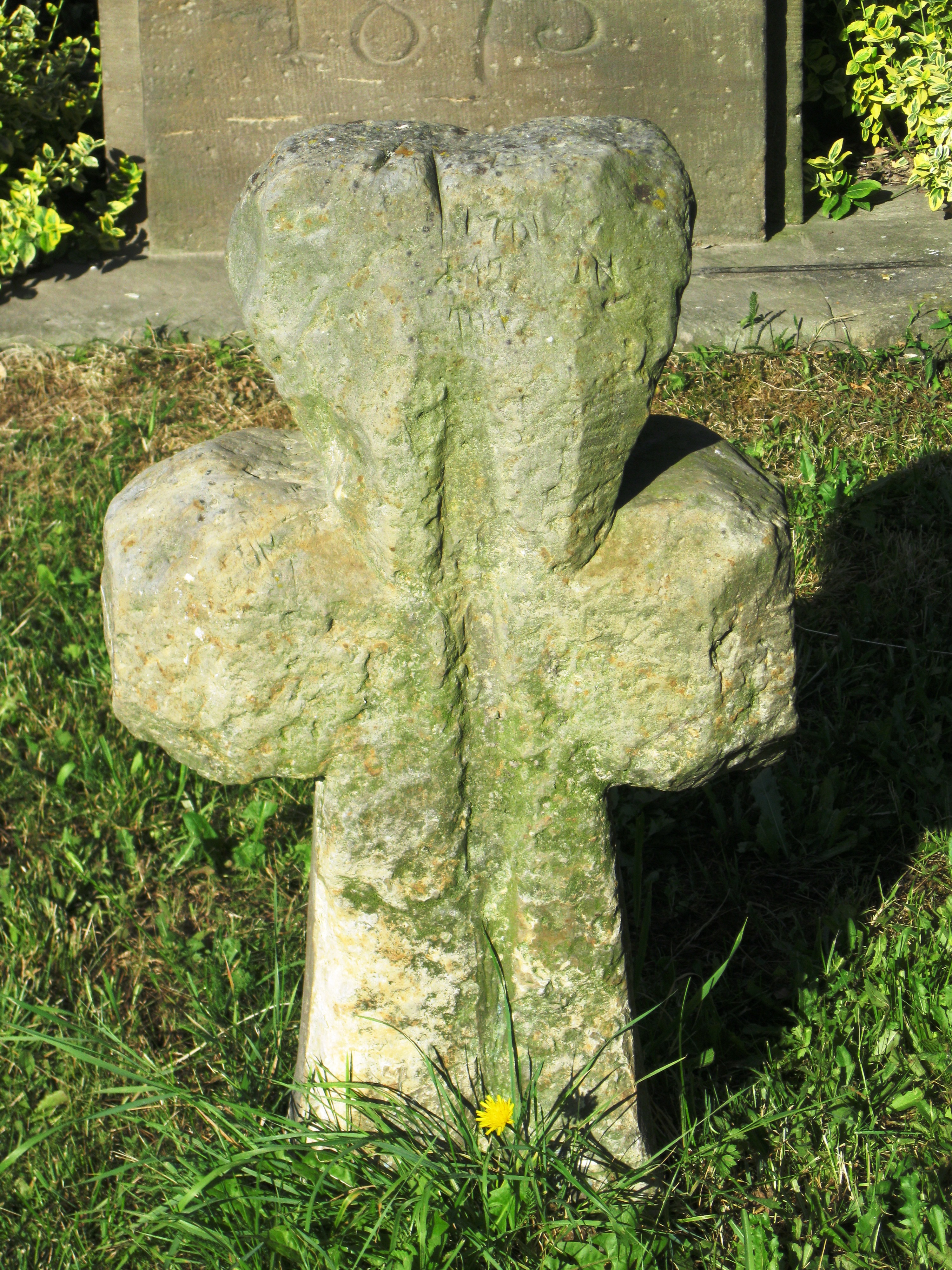
Smírčí kříž při silnici do Hliníků
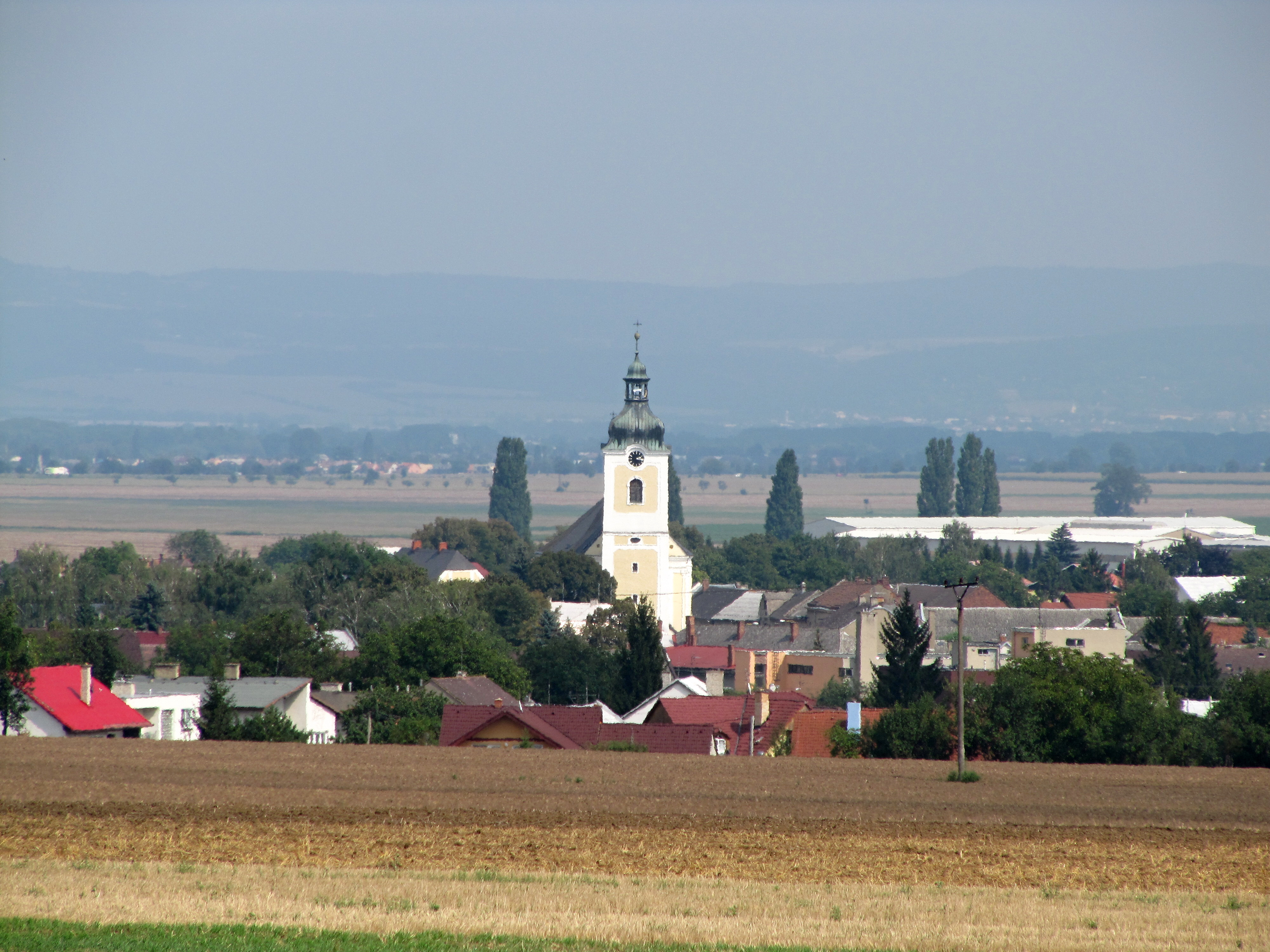
Střed obce s kostelem sv. Maří Magdalény